# フットワーク・FA15
フットワーク・FA15 (Footwork FA15) は、フットワークが1994年のF1世界選手権参戦用に開発し投入したフォーミュラカー。デザイナーはアラン・ジェンキンス。9番車はクリスチャン・フィッティパルディ、10番車はジャンニ・モルビデリがドライブした。決勝最高成績は4位。

## 概要

### 背景
チームはフットワークグループの財政悪化によるF1への投資削減により、これまでの4シーズンと違い財政的に厳しいチーム運営を強いられた。チームの名称もフットワーク・フォーミュラからアロウズ・グランプリ・インターナショナルへと変更された。ただし参戦コンストラクター名はFOCA輸送費の兼ね合いやフットワーク代表・大橋渡が2月時点で「チームを完全に譲渡する意思はない」と言明したこと、ジャッキー・オリバーと大橋の間にリース契約やオプション権設定、チーム名称権の貸与など複雑に設定された項目により「フットワーク」のままとなったが、マシンから同社のカラーリングとブランドロゴがはずされ、チームはメインスポンサーを持たなかった。また、大橋が親会社フットワークの業績回復を見計らっていずれ全てを取り戻すつもりだとする説も根強くあった。
ドライバーは、1993年中にクリスチャン・フィッティパルディの移籍加入が決定していたが、もう1人は鈴木亜久里の残留が既定路線だと'93年中は言われていた。年が明けるとオリバーが大橋から経営権を買い戻したと大きく報じられたことで、大橋の影響力が低下。5年間鈴木を支援してきた東芝のスポンサードも継続が不透明となったことで、鈴木亜久里残留の可能性が消滅し、オリバーがエマニュエル・ナスペッティ、ルカ・バドエル、ジャン＝マルク・グーノンと交渉。開幕直前に、前年でスクーデリア・フェラーリとのテスト契約から解かれたジャンニ・モルビデリをレギュラーとして起用することが決まった。
エンジンは無限との契約を更新できず、FA15は前年までの無限V10から、フォードHB V8エンジンに変更されることになった。これは前年マクラーレンが5勝を挙げたHBエンジンのシリーズ7と8を譲り受けたもので、半年ほど前にフットワークがマクラーレンからアクティブサスペンションを購入していたことで交渉窓口が出来ていたという側面があった。このパイプによりエレクトロニック・コントロールユニット（ECU）もマクラーレンが使用していたTAG製のものを使用できることになり、アラン・ジェンキンスが改良したFA15は風洞実験でマクラーレン・MP4/8より良い数値が確認されていたなど、ジャッキー・オリバーは開幕に向け明るい見通しを持っていた。ジェンキンスはFA15のリヤディフーザーにジョン・バーナードがフェラーリ・412T1で公開した3分割式ディフューザーを盛り込み、レギュレーションによりアクティブサスペンションを封じられてしまったフロントサスにはモノコイルスプリング＋ツインダンパーの新機構を搭載した。シーズン開幕までの開発についてジェンキンスは「40%スケールの風洞をつかって相当な空力面での進歩を遂げた。去年は私がリヤの二段式ウィングを考案してほぼ全チームがそれをコピーするという事があったけど、今年はマシン全体を効率よく仕上げることを目的に開発を続けた。」と空力面での成果を強調した。
しかしチーム基盤を左右する親会社の撤退という混沌とした状況から、このオフシーズン中「現在のF1でもっともカオスなチーム」「一番未定な部分が多くシーズン展望を予想できない状態」とチーム状態が報道される。実際に、他チームが各地でテストを重ねている間も予算節約という切実な理由で実走テストが一切できなかった。

### 1994年シーズン
この年のアロウズ・フォードは'92年のティレル・イルモアがそうだったように、前年までのホンダV10の重量から解放された恩恵を受け、軽量コンパクトなV8エンジンになったことのメリットが上回るという皮肉な好循環が現れるシーズンとなった。開幕戦ブラジルGPではモルビデリが予選6位とパドックを驚かせる好グリッドを獲得。第2戦パシフィックGPではフィッティパルディが決勝4位フィニッシュでポイントを獲得、モナコGPでは予選6位、決勝でもギアボックストラブルでリタイアするまで5位を走行するなど、資金面での不安が報じられるチームに希望をもたらした。
同年5月以降多発した重大事故によりFIAは緊急に車両レギュレーション変更を導入したが、これによるマイナスが非常に大きかったのがFA15だった。特にスペインGP以降、3分割式リアディフーザーがカットされてしまったことでダウンフォースを大きく失った。ジェンキンスも「規定変更は他のほとんどのチームよりも私たちにとって厳しい要請だった。モナコでは予選6位と7位だったのが、スペインでは21位と15位に落ちた。時間がない中でどんどん変更を加えることを要請され、どんな反応を示すのか分からないままマシンを走らせることになった。」と不満を述べている。夏場にはフォードHBユーザー共通の問題となったベアリングの欠陥によるエンジントラブル多発に苦しめられた。
モルビデリはカナダGPで順調に走行した一方、フィッティパルディは6位で完走したものの、レース後の車検で重量不足であったため失格となった。チームの財政状況の厳しさは夏も変わらず、7月と8月も一切テストが行えなかった。このためグランプリ期間初日に全てのテストプログラムとセットアップ作業を並行して詰め込んでいた。津川哲夫はこのチーム状況を「去年のアクティブサスペンションを得る前の、トラクション不足とアンダーステアに鈴木亜久里が悩んでいた頃にもどったようだ。逆行している。」と評している。この状況下でもドイツGPでフィッティパルディがシーズン二度目となる4位入賞、モルビデリも5位とダブル入賞を達成。モルビデリはベルギーでもポイントを獲得し、ヨーロッパGPでは予選8番手となった。
「フットワーク色」が薄くなっていったシーズンで、終わってみればFA15はターボエンジン禁止となった1988年以降でのチーム最高得点となる9ポイントを獲得した。
シーズンを通して予選でフィッティパルディより速かったモルビデリ（16戦中10勝）の速さをオリバーは高く評価し、シーズン終盤に資金が底を尽きた後もペイドライバーを使わずモルビデリを乗せられるようスポンサー獲得に奔走したという。そして翌年もチームに留まるようオファーを出した。フィッティパルディはモルビデリを完走数で上回る（フィッティパルディ完走10回、モルビデリ完走4回）など持ち前のレースマネージメントのうまさを発揮したが、この年を最後にF1への参戦を終了し、CARTで戦闘力のあるシートを得られたために活動のフィールドを北米に移すことになった。

## スペック
- シャシー名称 FA15
- ホイールベース 2,921 mm[8]
- トレッド (F) 1,676 mm /(R) 1,600 mm
- トランスミッション アロウズ/Xtrac製 横置き6速セミAT
- クラッチ AP
- ブレーキキャリパー AP
- ホイール エンケイ
- タイヤ グッドイヤー
- エンジン フォード・コスワース・HBエンジン シリーズVII・VIII
- ECU TAG
- インジェクション PI
- イグニッション PI
- スパークプラグ チャンピオン
- 燃料  エルフ
- エンジン重量 135 kg

## F1における全成績
(key) （太字はポールポジション）
| 年     | チーム                 | シャシー | エンジン                            | タイヤ | No. | ドライバー                       | 1   | 2   | 3   | 4   | 5   | 6   | 7   | 8   | 9   | 10  | 11  | 12  | 13  | 14  | 15  | 16  | ポイント | 順位 |
| ------ | ---------------------- | -------- | ----------------------------------- | ------ | --- | -------------------------------- | --- | --- | --- | --- | --- | --- | --- | --- | --- | --- | --- | --- | --- | --- | --- | --- | -------- | ---- |
| 1994年 | フットワーク・フォード | FA15     | フォード コスワース HBE 7/8 V8, 3.5 | G      |     |                                  | BRA | PAC | SMR | MON | ESP | CAN | FRA | GBR | GER | HUN | BEL | ITA | POR | EUR | JPN | AUS | 9        | 9位  |
| 1994年 | フットワーク・フォード | FA15     | フォード コスワース HBE 7/8 V8, 3.5 | G      | 9   | クリスチャン・フィッティパルディ | Ret | 4   | 13  | Ret | Ret | DSQ | 8   | 9   | 4   | 14  | Ret | Ret | 8   | 17  | 8   | 8   | 9        | 9位  |
| 1994年 | フットワーク・フォード | FA15     | フォード コスワース HBE 7/8 V8, 3.5 | G      | 10  | ジャンニ・モルビデリ             | Ret | Ret | Ret | Ret | Ret | Ret | Ret | Ret | 5   | Ret | 6   | Ret | 9   | 11  | Ret | Ret | 9        | 9位  |

## 参照
1. ↑  前年のコンストラクターズ順位によって与えられるチャーター便による機材輸送権利。コストラクター名の変更によって権利が失われることもあるほか、コンストラクター名変更には全チームの承認が必要などすぐに解決しない事情もあった。
2. ↑  フットワークグランプリインターナショナルリミテッド（代表大橋渡）は、このほどフットワークグランプリインターナショナルホールディングリミテッド（代表ジャッキーオリバー）に経営権を売却した。これはチーム母体であるアロウズをオリバーが大橋氏から買い戻した形である F1パドックNEWS F1グランプリ特集 vol.57 56頁 1994年3月16日発行
3. ↑  無限はチーム・ロータスと契約した。
4. ↑  Footwork Ford　AS+F 1994F1総集編 50-52頁 1994年12月14日発行
5. ↑  続々と決定'94年ラインナップ F1グランプリ特集 vol.57 55頁 1994年3月16日発行
6. ↑  チェックアップ・ザ・ポテンシャル ARROWS  F1グランプリ特集 vol.64 1994年10月16日発行
7. ↑  今宮純の'94シーズン総括評価 ARROWS  F1グランプリ特集 vol.64 46頁 1995年1月16日発行
8. ↑  Footwork FA15 Ford TEAM DATA AS+F 保存版F1総集編1994 P.51 三栄書房 1994年12月14日発行